# Batasuna
Batasuna (Jedinstvo), 1978. – 1998. pod nazivom  Herri Batasuna, 1999. – 2001. Euskal Herritarrok, baskijska je nacionalistička stranka, 
za koju se smtarlao da je funkcionirala kao političko krilo terorističke organizacije ETA, ali službeno stranka nije imala direktne veze s ETA-om. Najbolje rezultate izbora stranka je ostvarila na loklanim izborima 1994., osvojivši 16% glasova u autonomnoj zajednici Baskije i 11 od 75 poslaničkih mandata u parlamentu. Sve političke vođe su uhićene 1997. no stranka ponovo nastavlja s radom 1999. pod imenom Euskal Herritarrok. Na parlamentarnim izborima 2000. nisu polučili značajnije uspjehe. Na regionalnim izborima 2001., sada pod imenom Batasuna, stranka osvaja sedam mandata. Španjolske vlasti započinju 2002. proces kojim bi zabranili sve stranke koje  "podržavaju terorizam". Stranku je španjolski sud okarakteriziro nelegalnom 2003., što je potvrđeno i na višoj instanci. Europska unija i SAD su stavile Batasunu na listu terorističkih organizacija. Stranka prestaje s radom 5. lipnja 2003. godine.
Iako je stranka prestala s radom u Španjolskoj postojalo je još nekoliko ogranaka u Francuskoj sve do 2013. Demokrazia Hiru Milioi, (D3M) koja je bila stranka sa sličnim programom i članstvom, zabranjen je rad 8. veljače 2009.